# カバ属
カバ属（カバぞく）は、哺乳類鯨偶蹄目カバ科の属である。現生種はカバのみで、他にいくつかの化石種がある。

## 種
- カバ Hippopotamus amphibius - アフリカ大陸
- †Hippopotamus antiquus - ヨーロッパ大陸とブリテン諸島
- †Hippopotamus creutzburgi - クレタ島
- †ゴルゴプスカバ Hippopotamus gorgops - アフリカ大陸とヨーロッパ大陸
- †Hippopotamus laloumena - マダガスカル
- †Hippopotamus lemerlei - マダガスカル
- †Hippopotamus madagascariensis - マダガスカル、カバ属から分離する説もある
- †Hippopotamus major - ヨーロッパ大陸、ブリテン諸島
- †Hippopotamus melitensis - マルタ
- †Hippopotamus minor - キプロス
- †Hippopotamus pentlandi - シチリア